# 埃米爾加齊
埃米爾加齊（Emirgazi）是土耳其中部安那托利亞地區科尼亞省的一個縣。
埃米爾加齊總面積629.28平方公里，
海拔1078公尺。根據土耳其官方於2012年所作的人口調查數據顯示：居住於埃米爾加齊的總人口數量為9451人。